# Sven Jonas Stille
Sven Jonas Stille (ur. 12 lipca 1805 Harlösa, zm. 12 kwietnia 1839, Lund) – szwedzki lekarz, ochotnik w powstaniu listopadowym.

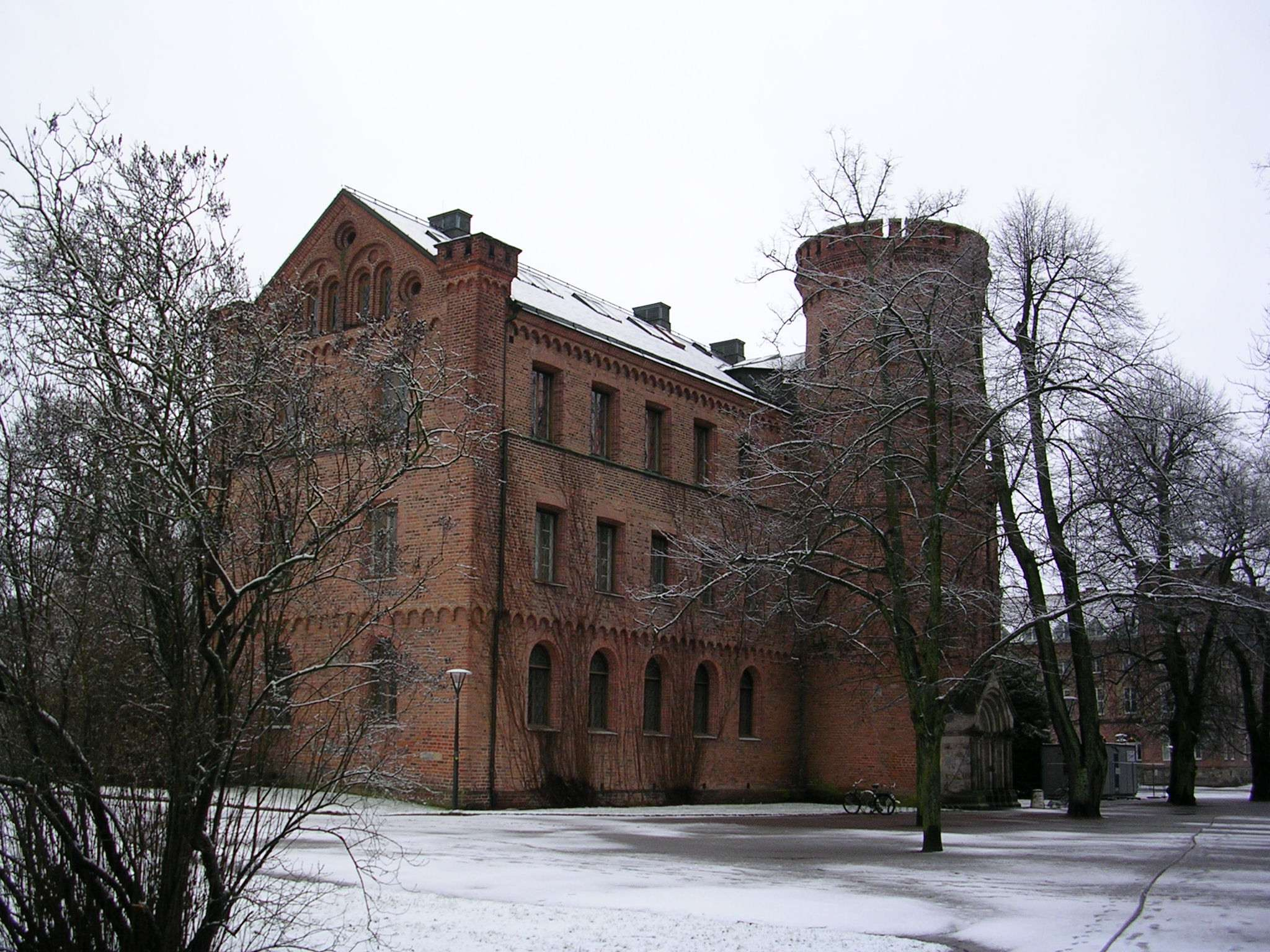
Siedziba uniwersytetu w Lund w czasach Stillego, ob. Wydział Filozofii

## Życiorys
Sven Jonas, syn urzędnika podatkowego Claesa Stille i Jeanne Elisy Koldeweijh, pierwsze nauki pobierał w pobliskim miasteczku Eslöv i studiował potem w liceum w Malmö, gdzie zdał maturę w roku 1823. W tym samym roku rozpoczął studia medycyny na Uniwersytecie w Lund . W roku 1826 obronił pracę De Vaticinis Messianis illorumque fusta aestimatione, a po siedmiu latach od rozpoczęcia studiów zdał egzamin lekarski, otrzymując tytuł kandydata medycyny . Rozpocząwszy w 1831 pracę jako lekarz w szpitalu w Lund, przeczytał artykuł w gazecie Götheborgs Dagblad o potrzebie pomocy lekarskiej w czasie powstania listopadowego i postanowił wraz z dwoma kolegami ze studiów – Gustawem Fryderykiem Berghiem i Zachariaszem Steinkulą – jak on świeżo upieczonymi lekarzami, przedrzeć się do Polski, by pomagać powstańcom. Przez Królewiec i Pojezierze Chełmińsko-Dobrzyńskie, gdzie koło Golubia przepłynęli w nocy graniczną Drwęcę, holując plecaki i odzież na kłodzie drewna, dotarli do Królestwa Polskiego. Służyli jako chirurdzy wojskowi w szpitalach na Woli, w Zamku Ujazdowskim i Koszarach Mirowskich w Warszawie pod kierownictwem doktora Ludwika Stakebranda.
Po upadku powstania Stille wrócił do Szwecji i pracował kolejno w Ystad, Landskrona, Göteborgu i Sztokholmie. Po uzyskaniu tytułu doktora medycyny i magistra chirurgii w roku 1835 osiadł w Lund, gdzie otworzył prywatną praktykę w domu przy ulicy Kungsgatan 4. Słynął z tego, że ubogich i potrzebujących leczył za darmo. Zmarł w młodym wieku, nie zakładając rodziny.
W roku 1834 Stille opublikował swe wspomnienia z czasów powstania pt. Anteckningar under en resa till och ifrån Warschau vid slutet af Polska Frihets-Kriget 1831 utgifna af S.J. Stille (Lund 1834), które wydano w Warszawie w 1985 pod tytułem „Podróż do Polski” w przekładzie Janiny Hery .